# Produktionssegment
Der Begriff Produktionssegment bezeichnet in der Produktionslogistik eine organisatorische Einheit der Produktion. Die räumliche Anordnung von Produktionssegmenten wird als Layout bezeichnet und ist Gegenstand der Layoutplanung.